# تنين أبي (فلم 2022)
تنّين أبي (بالإنجليزية: My Father's Dragon) هو فيلم مغامرات خيالي لعام 2022، من إخراج نورا تومي، ومن وتأليف سيناريو ميج ليفوف وجون مورغان. عرض الفيلم لأول مرة عالمياً في الدورة 66 لمهرجان لندن السينمائي في 8 أكتوبر 2022.

## أصوات التمثيل
- جيكوب تريمبلاي في دور إلمر.[3]
- جاتين ماتارازو في دور بوريس التنين.
- كلشيفته فراهاني في دور ديلا، والدة إلمر.[4]
- إيان ماكشين بدور سايوا الغوريلا.
- كريس أوداود في دور كوان المكاك
- جاكي إيرل هالي في دور تامير.
- ديان ويست في دور إيريس وحيد القرن.
- ريتا مورينو بدور السيدة. مكلارين.
- جودي جرير بدور صودا الحوت
- آلان كومينغ في دور كورنيليوس التمساح.[5]
- يارا شهيدي بدور كالي
- ووبي غولدبرغ بدور القط
- ماري كاي بلايس
- لايتن ميستر
- آدم برودي بدور بوب
- تشارلين يي بدور ماجدة
- جاك سميث في دور يوجين
- ماجي لينكولن في دور جيرتي

## روابط خارجية
- مقالات تستعمل روابط فنية بلا صلة مع ويكي بيانات